# José María Blanco (actor)
José María Blanco Martínez (Barcelona, 1935) es un actor, guionista y director español. Ha trabajado en películas coproducidas entre Italia y España.

## Biografía
Formado en el Instituto del teatro de Barcelona, la Escuela de Actores (Barcelona) y el Conservatorio del Liceo, José María Blanco ha representado casi veinte obras de teatro y formado parte del reparto de más de 100 series de televisión, tv-movies y largometrajes.
Ha rodando con directores como José María Nunes, Vicente Aranda, José Antonio de la Loma, Carlos Benpar, John Liu, Juan Carlos Olaria, Carles Torras o José Durán.
Fue el actor fetiche de José María Nunes, con el que trabajó en las películas Biotaxia (1968), En secreto... amor (1983), Gritos... a ritmo fuerte (1984), Amigogim (2002), A la soledat (2008) y Res publica (2010).
Con José Antonio de la Loma rodó Metralleta Stein (1975) junto a John Saxon y Francisco Rabal, Las alegres chicas del Molino (1977), Jugando con la muerte (1982) junto a Maud Adams, Max von Sydow, George Peppard y Chuck Connors, Perras callejeras (1985), Lolita al desnudo (1991) junto a Andrew Stevens y Tres días de libertad (1996).
Ha compartido reparto en producciones internacionales con actores como Virna Lisi, Bo Derek, Jean-Pierre Cassel, Mira Sorvino, o Max Von Sydow.
Ha participado en series de televisión españolas como La Riera, Doctor Mateo, Hospital Central o El secreto de Puente Viejo.
También ha sido solicitado como actor en Italia, donde trabajó a las órdenes de Giorgio Capitani en Juan Pablo I: la sonrisa de Dios (2006).
En 2012 fue candidato al Premio Gaudí al mejor actor secundario por su papel en Open 24 h de Carles Torras.
En 2014 fue el galardonado con el premio al Mejor Actor por su papel interpretado en el cortometraje La otra cena de Albert Blanch, en el Festival de Cine Independiente de Cardiff.
Como director ha dirigido dos largometrajes, Óscar, Kina y el láser, película infantil de 1978 basada en el libro de Carmen Kurtz, y Bueno y tierno como un ángel de 1989 basada en una novela de Carlos Pérez Merinero con Pilar Bardem y Amparo Moreno.

## Filmografía como actor

### Cine
- Complexus (1968)
- Biotaxia (1968) (como Pablo Busoms)
- Gris (1969)
- Der heiße Tod / Island of Despair (1969)
- Las crueles (1969)
- El certificado (1970)
- La mujer celosa (1970)
- Hola, señor Dios (1970) (como Pablo Busoms)
- El último viaje (1974)
- Los muertos, la carne y el diablo (1974)
- Sensualidad (1975)
- Gatti rossi in un labirinto di vetro (1975)
- Metralleta Stein (1975)
- La diosa salvaje (1975)
- La muerte del escorpión (1976)
- Una prima en la bañera (1976)
- Las alegres chicas del Molino (1977)
- El despertar de los sentidos (1977)
- Made in China (1982)
- Jugando con la muerte (1982)
- En secreto... amor (1983)
- L'home ronyó (1983)
- El enigma del yate (1983)
- Gritos... a ritmo fuerte (1984)
- De grens (1984)
- Perras callejeras (1985)
- Acosada (1985)
- El sistema de Robert Hein (1986)
- Eterna historia (1986)
- Crónica sentimental en rojo (1986)
- Tempesta d'estiu (1987)
- En penumbra (1987)
- El extranger-oh! de la calle Cruz del Sur (1987)
- Quimera (1988)
- Plaza Real (1988)
- La diputada (1988)
- Bueno y tierno como un ángel (1989)
- Lolita al desnudo (1991)
- Capità Escalaborns (1991)
- Visions d'un estrany (1991)
- Tiempos mejores (1994)
- Hermana, pero ¿qué has hecho? (1995)
- Tres días de libertad (1995)
- Corsarios del chip (1996)
- Hazlo por mí (1997)
- Nunca (1998)
- Negra rosa (1998)
- No pronunciarás el nombre de Dios en vano (1999)
- Jaizkibel (2001)
- Reflejos (2002)
- Semana Santa (2002)
- Amigogima (2002)
- Cara perdida (2003)
- Entre el cielo y el infierno (2004)
- Centenario (2004)
- Estrella P (2005)
- J'ai vu tuer Ben Barka (2005)
- La velocidad funda el olvido (2007)
- Lazos rotos (2008)
- A la soledat (2008)
- La despedida (2008)
- Todas las familias felices (2009)
- Res publica (2009)
- Ingrid (2009)
- Open 24H (2011)
- Rocco tiene tu nombre (2015)
- ¡Diosa Laia! (2015)
- Sweet home (2015)
- Seguimi (2017)
- Barcelona 1714 (2019)
- Lone Wolves (2019)
- Sin techo (2019)
- El hijo del hombre perseguido por un Ovni (2020)
- Gina (2026)

### Televisión
- Ficciones Serie TV (3 episodios, 1973-1981)
- La puerta indiscreta (1973)
- Los ojos de la pantera (1974)
- El gran enigma (1981)
- La comedia Serie TV (1 episodio, 1983)
- Sólo para hombres (1983)
- La granja (1989) Serie TV
- Galeria de personatges Serie TV (1 episodio, 1991)
- Lua Cheia de Amor Telenovela (2 episodios, 1991)
- Verdaguer. L'espiga enmig de la zitzània? (1991)
- Al salir de clase Serie TV (1 episodio, 1998)
- Nunca digas adiós (1998)
- Periodistas Serie TV (1 episodio, 1998)
- Asignatura pendiente (1998)
- Sota el signe de... Serie TV (1 episodio, 1999)
- Cranc (1999)
- La memoria e il perdono (2001) Mini-serie TV
- Mónica Film TV (2003)
- El cor de la ciutat (2000) Serie TV (2003-2004)
- ¿Se puede? Serie TV (1 episodio, 2004)
- Episodio #1.6 (2004)
- Porca misèria Serie TV (2 episodi, 2005)
- Bitllet obert (2005)
- Adéu a l'esperança (2005)
- Zeru horiek (2006) Film TV
- El cas de la núvia dividida (2006) Film TV
- Papa Luciani: Il sorriso di Dio (2006) Mini-serie TV
- Il commissario De Luca (2008) Mini-serie TV
- Zodiaco (2008) Mini-serie TV
- Hospital Central Serie TV (2 episodi, 2003-2009)
- No podemos mirar hacia otro lado (2009)
- Háblame de Andrea (2003)
- Enrico Mattei - L'uomo che guardava il futuro (2009) Mini-serie TV
- El enigma Giacomo (2009) Film TV
- Doctor Mateo Serie TV (1 episodio, 2009)
- De cómo consejos vendo, que para mí no tengo (2009)
- Il segreto (soap opera)

## Filmografía como director
- Complexus (1968), (cortometraje)
- Óscar, Kina y el láser (1978)
- Bueno y tierno como un ángel (1989)